# Language in Society
Language in Society (pol. „Język w Społeczeństwie”) – czasopismo naukowe poświęcone socjolingwistyce, wydawane pięć razy w roku. Porusza funkcjonowanie języka i dyskursu jako aspektów życia społecznego. Ukazuje się od 1972 r. 
Czasopismo redagują Susan Ehrlich i Tommaso Milani (2020), a jego wydawcą jest Cambridge University Press.